# Ortelle
Ortelle – miejscowość i gmina we Włoszech, w regionie Apulia, w prowincji Lecce.
Według danych na rok 2004 gminę zamieszkiwało 2486 osób, 276,2 os./km².